# OpenGL Utility Toolkit
OpenGL Utility Toolkit (GLUT) è una libreria che semplifica l'accesso alle funzionalità di OpenGL. Permette ad esempio di creare finestre in modo platform-independent, di gestire l'input da mouse e tastiera e fornisce primitive per gestire facilmente i font e le forme geometriche di base.